# Черноголовка
Черноголовка (рус. Черноголовка) град је у Русији у Московској области.

## Становништво
| 1979.  | 1989.  | 2002.  | 2010.  |
| ------ | ------ | ------ | ------ |
| 12.289 | 18.488 | 20.284 | 20.983 |

## Партнерски градови
- Нојбиберг